# Victorian Railways
Die Victorian Railways waren eine staatliche Eisenbahngesellschaft in Australien, die im Bundesstaat Victoria mehrere Eisenbahnstrecken betrieb. Die meisten Strecken hatten eine Spurweite von 1600 mm, es wurden aber zwischen 1898 und 1962 auch bis zu fünf Schmalspurstrecken mit einer Spurweite von 762 mm und ab 1961 die Normalspurstrecke zwischen Albury und Melbourne betrieben.
Die Victorian Railways entstanden 1859 durch die Verstaatlichung notleidender oder zahlungsunfähiger privater Bahngesellschaften. Die Gesellschaft wurde 1983 aufgeteilt in die State Transport Authority für den Fernverkehr mit dem Markennamen V/Line, und die Metropolitan Transit Authority für den Stadt- und Vorortverkehr von Melbourne mit dem Namen MetRail.

## Geschichte

### Entstehung
Das Eisenbahndepartement des Bundesstaates Victoria wurde 1856 gegründet. Der britische Bauingenieur George Christian Darbyshire wurde im selben Jahr der erste Oberingenieur des Departements. Er leitete den Eisenbahnbau, bis er 1860 von Thomas Higginbotham abgelöst wurde. Wegen politischer Turbulenzen im Zusammenhang mit der Entschädigung der Abgeordneten in der Regierung des Bundesstaates Victoria wurde Higginbotham 1878 freigestellt und durch Robert Watson ersetzt. Im Jahr 1880 wollte eine neue Regierung die Ungerechtigkeit von 1878 wieder gutmachen und setzte Higginbotham wieder ein. Allerdings starb er noch im selben Jahr, sodass William Elsdon den Posten des Oberingenieurs für die nächsten zwei Jahre übernahm, bevor er 1882 in Rente ging. Darauf kehrte Watson an die Stelle zurück, die er bis zu seinem Tod im Jahre 1891 innehatte.
Am 1. November 1883 wurde dem Victorian Railways Commissioners Act 1883, 47 Vic., No.767 zugestimmt – ein Gesetz zum Bau, Betrieb und Unterhalt staatseigener Eisenbahnen. Das Personal des Eisenbahndepartements wurde den Victorian Railways Commissioners unterstellt, einem vierköpfigen Verwaltungsrat, der die Victorian Railways leitete. Der großzügige Hauptsitz befand sich an der 67 Spencer Street in Melbourne und wurde 1893 bezogen.

### Entwicklung

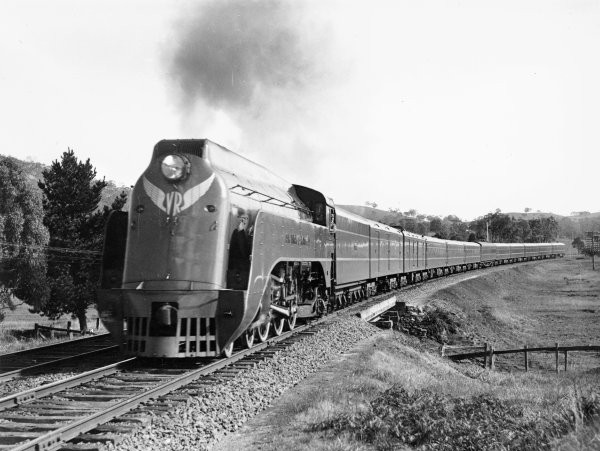
Stromlinienförmiger Schnellzug Spirit of Progress in der Nähe von Kilmore East. Zugmaschine ist die Dampflokomotive S301 Sir Thomas Mitchell der S-Klasse.

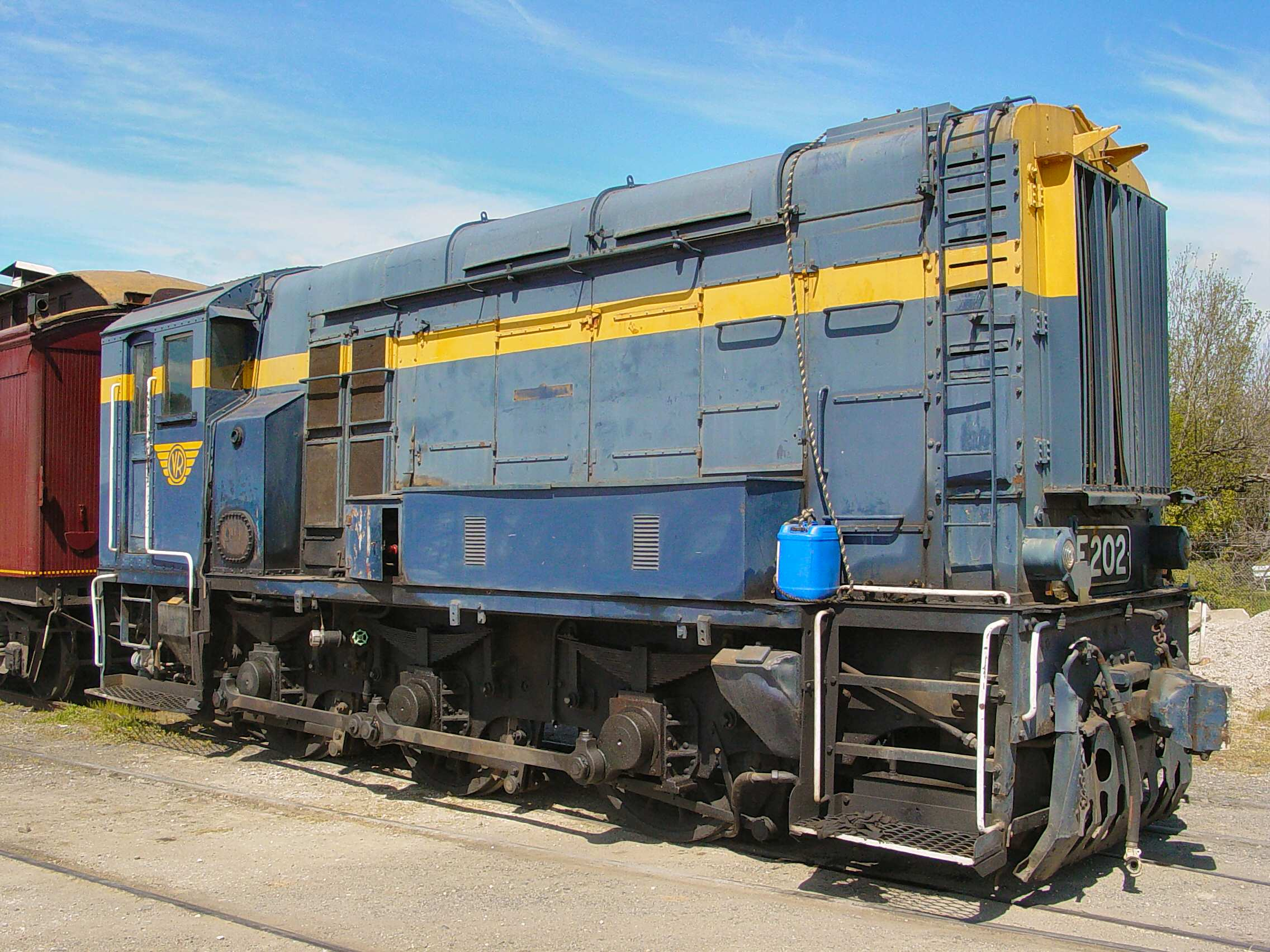
Rangierlokomotive der F-Klasse

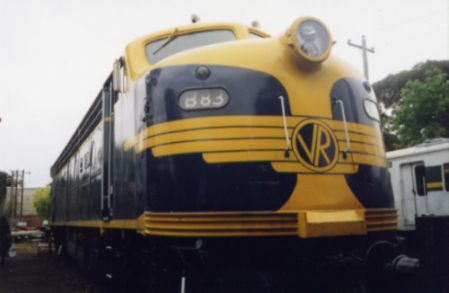
Streckenlokomotive der B-Klasse

Die Victorian Railways bauten Strecken zur Bedienung aller Regionen des Bundesstaates und baute auch einige Strecken nach New South Wales. Im ausgehenden 19. Jahrhundert wurde die Bahn zu einem politischen Spielball, weil einige Politiker neue Strecken verlangten, die an Orte führen sollten, wo das Verkehrsaufkommen den Bahnbau nicht rechtfertigte. 1864 waren 409 km Strecke gebaut. Das Netz dehnte sich rasch auf 4670 km im Jahr 1891 aus. Die maximale Ausdehnung wurde 1939 mit 7652 km erreicht, wo außer in den Bergregionen kein Einwohner weiter als 42 km von einer Eisenbahnstrecke entfernt wohnte. Ende der 1930er Jahre begann die Länge des Streckennetzes langsam abzunehmen, weil unrentable Nebenbahnen eingestellt wurden.
Zwischen 1919 und 1930 wurden die Vorortbahnen von Melbourne elektrifiziert, sodass damals das weltweit längste elektrifizierte Vorortsnetz entstand. 1937 wurde der Schnellzug Spirit of Progress eingeführt, der vorerst zwischen Melbourne und Albury verkehrte. Er war im damals zeitgemäßen Stromliniendesign gehalten und bot den Komfort von klimatisierten Ganzstahl-Schlafwagen.
Ab 1951 wurde der Dampfbetrieb vom Dieselbetrieb abgelöst. Zuerst waren es dreiachsige Diesellokomotiven der F-Klasse. Die Lokomotiven mit Stangenantrieb wurden von den britischen Dick Kerr Works geliefert und waren der britischen Klasse 11 ähnlich, die auch in den Niederlanden als Baureihe 500 eingesetzt wurde. Die elektrische Ausrüstung und der Dieselmotor stammten von English Electric. In den Jahren 1952 bis 1954 nahm die B-Klasse die Streckenlokomotiven in Betrieb. Es war eine Serie von 26 beim lokalen Hersteller Clyde Engineering in Lizenz gebauten EMD-Lokomotiven der F-Serie.
Im Jahr 1961 wurde die Normalspurstrecke Albury–Melbourne in Betrieb genommen, die den Anschluss an die normalspurigen Bahnstrecken von New South Wales ermöglichte. Somit wurden durchgehende Züge Melbourne–Sydney möglich und der Spirit of Progress wurde bis Sydney verlängert.
1972 wurde die letzte Dampflokomotive ausrangiert.

### Niedergang
1972 erschien der sogenannte Bland Report, das Pendant für den australischen Bundesstaat Victoria zur britischen Beeching-Axt. Der Report – offiziell als Report of the Board of Enquiry into the Victorian Land Transport System – Victoria bezeichnet, schlug tiefgreifende Änderungen vor, wie die Schließung nicht rentabler Nebenlinien und die Aufgabe des Schutzes der Eisenbahn vor der Konkurrenz durch den Lkw-Verkehr. Aufgrund des Reportes wurde noch im selben Jahr der Railways (Amendment) Act verabschiedet.
Im Mai 1973 wurde aufgrund des neuen Gesetzes die Leitung der Bahngesellschaft von den Victorian Railways Commissioners an das Victorian Railways Board übergeben, das sieben Mitglieder hatte. 1974 wurde für die Victorian Railways die Marke VicRail eingeführt. Der bestehende königsblau-gelbe Anstrich des Rollmaterials blieb aber bis 1981 erhalten.
Im Jahre 1983 wurden die Victorian Railways in zwei Gesellschaften aufgeteilt: die State Transport Authority für den Überlandverkehr und die Metropolitan Transit Authority für den Stadt- und Vorortverkehr von Melbourne.

### Nachfolgegesellschaften
Die State Transport Authority verwendete den Markennamen V/Line, während die Metropolitan Transit Authority keine Marke verwendete, bis 1989 die Public Transport Corporation gegründet wurde, die als The Met bezeichnet wurde und neben den Vorortlinien der ehemaligen Victorian Railways, die unter der Marke MetRail betrieben wurden, auch die Straßenbahnen und die Busse von Melbourne betrieb.
Zwischen 1996 und 1999 wurden V/Line und The Met privatisiert. Der Personenverkehr der V/Line wurde National Express vergeben, kehrte aber 2002 wieder an den Staat zurück. Der Güterverkehrsbereich der V/Line wurde an Freight Victoria verkauft und gehört unterdessen der Pacific National. Die Eisenbahninfrastruktur gehört VicTrack, wobei die Fernverkehrsstrecken an die Australian Rail Track Corporation verpachtet wurden.
Seit Juni 2009 ist Metro Trains Melbourne der Betreiber des Vorortsverkehrs von Melbourne. Das Unternehmen gehört zu 60 % der MTR Corporation, dem Betreiber der U-Bahn Hongkong, zu 20 % der John Holland-Gruppe, einer in Melbourne ansässigen weltweit tätigen Bahnbaugesellschaft, und zu 20 % der UGL Rail, einem australischen Schienenfahrzeughersteller.

## Leitung

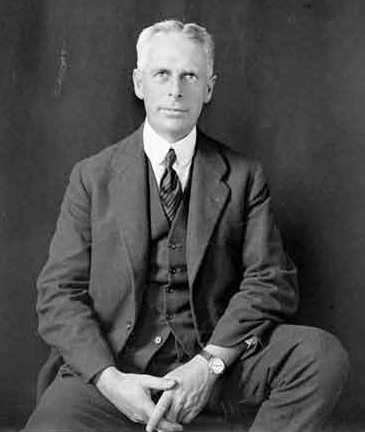
Norman Charles Harris

Bei Gründung des Eisenbahndepartements im Jahr 1856 war die Leitung des Departements am Anfang beim Präsidenten des Board of Land and Works (deutsch „Verwaltung für Land und Arbeit“), was bis 1884 so blieb. Mit der Verabschiedung des Victorian Railways Commissioners Act 1883 wurde die Leitung an einen Verwaltungsrat mit vier Mitgliedern übertragen, der an das Eisenbahnministerium, ab 1935 an das Transportministerium, berichten musste.
Die Vorsitzenden des Verwaltungsrats waren:
- Richard Speight: 1883–1892
- Richard Hodge Francis: 1892–1894
- James Syder: 1894–1896
- John Mathieson: 1896–1901
- William Francis Joseph Fitzpatrick: 1901–1903
- Thomas James Tait: 1903–1910
- William Francis Joseph Fitzpatrick: 1910–1915
- Charles Ernest Norman: 1915–1920
- Harold Winthrop Clapp: 1920–1939
- Norman Charles Harris: 1940–1950
- Robert George Wishart: 1950–1955
- Edgar Henry Brownbill: 1956–1967
- George Frederick Brown: 1967–1973

Nach Verabschiedung des Railways (Amendment) Act 1972 wurde die Leitung der Victorian Railways an das Victorian Railways Board übertragen. Dieser Verwaltungsrat konnte bis zu sieben Mitglieder haben, wobei anfänglich sechs bestimmt wurden. Er blieb bestehen, bis er durch den Transport Act 1983 aufgelöst wurde.
Für die Planung, den Bau, die Wartung und den Betrieb aller mechanischen Systeme der Bahngesellschaft, einschließlich Lokomotiven und des übrigen Rollmaterials war der jeweilige „Chief Mechanical Engineer“ zuständig:
- Frederick Collier Christy: 1858–70
- William Meikle: 1871–1877
- Solomon Mirls: 1878–1889
- Allison Dalrymple Smith: 1890–1893
- Thomas Hale Woodroffe: 1893–1912
- William Montgomery Shannon: 1912–1919
- Alfred Ernest Smith: 1919–1928
- Norman Charles Harris: 1928–1933
- Andrew Campbell Ahlston: 1933–1955

## Rollmaterial

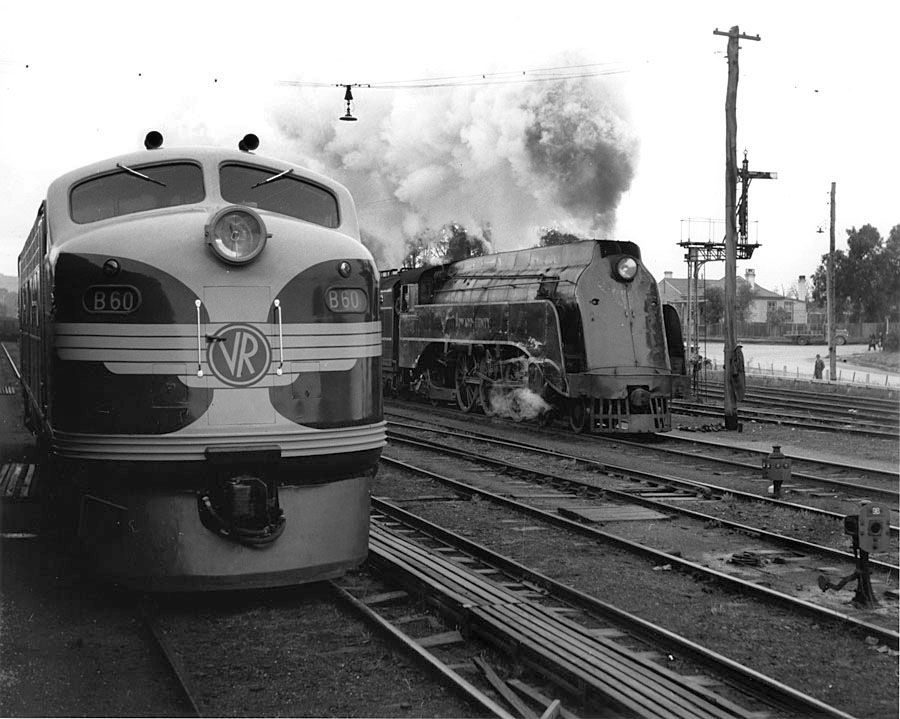
Bild aus dem Bahnhof Seymour im Juli 1952. Eine Diesellokomotive der B-Klasse steht neben einer Dampflokomotive der S-Klasse, die von den ersten Streckendiesellokomotiven der ersten Generation abgelöst wurde.

Die Victorian Railways betrieben eine Vielzahl von Lokomotiven und Wagen für den Reisezug- und Güterverkehr. Ein Teil der Fahrzeuge wurde von den privaten Gesellschaften übernommen, die die ersten Eisenbahnen in Victoria bauten. Der größte Teil des Rollmaterials wurde für den Betrieb der Breitspurstrecken verwendet, die Victorian Railways besaß aber auch die Fahrzeuge für die Schmalspurstrecken. 1936 war die Gesellschaft im Besitz von 590 Lokomotiven, 38 Triebwagen, 819 Personenwagen, 716 Gepäckwagen und 20 945 Güterwagen. Ab den 1960er Jahren wurde ein Teil des Breitspur-Rollmaterials für den Betrieb auf den Normalspurstrecken umgespurt.
Zuerst wurden kleine Dampflokomotiven verwendet, die zum größten Teil aus Großbritannien importiert wurden. Später wurden größere Lokomotiven lokal hergestellt. Mit der Elektrifizierung der Vorortstrecken wurden kleine Elektrolokomotiven beschafft, wobei mit der Elektrifizierung der Hauptstrecke nach Traralgon auch leistungsfähigere Lokomotiven beschafft werden mussten. Der Dieselbetrieb begann ab 1951, aber erst die Streckenlokomotiven der B-Klasse vermochten den Betrieb auf den Hauptstrecken grundlegend neu zu gestalten. Außer den Rangierlokomotiven der F-Klasse stammten alle dieselelektrischen Lokomotiven von Clyde Engineering, welche die Rechte für den Lizenzbau von Dieselmotoren und Fahrmotoren von General Motors EMD hatte, die in den lokal entworfene Lokkasten und Drehgestelle eingebaut wurden.

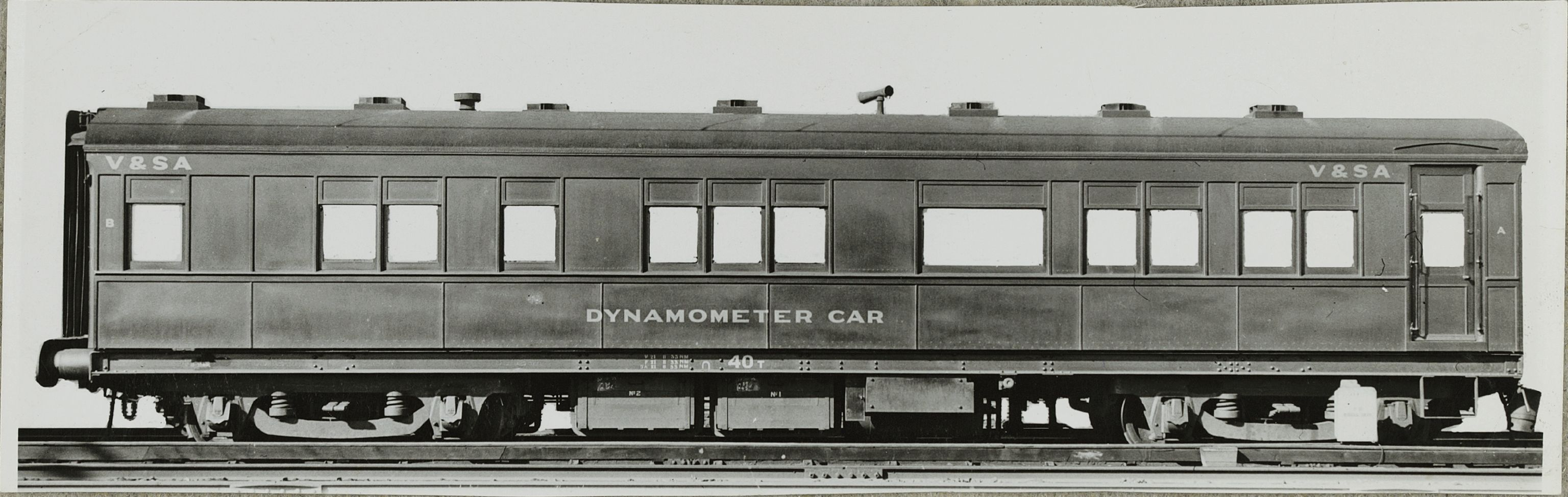
Ein 1932 gebauter Dynamometerwagen der gemeinsam von der VR und der South Australian Railways genutzt wurde.

Die ersten Reisezugwagen waren zwei- und dreiachsige Abteilwagen, in Australien Dogbox Passanger Cars („Hundehütten-Reisezugwagen“) genannt. Ab der Jahrhundertwende wurden auch größere vierachsige Wagen beschafft. Für die Vorortstrecken von Melbourne wurden elektrische Triebwagen beschafft, um den Verkehr zu beschleunigen. Hinzu kamen versuchsweise verschiedene Diesel- und Benzintriebwagen für den Einsatz auf Nebenstrecken mit wenig Verkehr. In den späten 1970er-Jahren war das Rollmaterial für den Fernverkehr heruntergewirtschaftet und die älteren Reisezugwagen mit Holzwagenkasten waren am Ende der Lebensdauer. Mit dem Projekt New Deal, das als Resultat aus dem Railways (Amendment) Act 1972 hervorging, wurde im Oktober 1981 ein neuer Fahrplan eingeführt. Es wurden 35 wenig benutzte Bahnhöfe nicht mehr bedient und neues Rollmaterial mit Stahlwagenkasten eingesetzt.
Anfänglich wurden zweiachsige Güterwagen eingesetzt, aber bereits 1871 gab es die ersten vierachsigen Wagen. Die letzten zweiachsigen offenen Güterwagen wurden 1958 gebaut, wurden aber erst in den 1980er-Jahren durch neue Drehgestellwagen ersetzt und dann in großen Stückzahlen verschrottet. 1987 waren 5000 Güterwagen mit Drehgestellen in Betrieb.
Als die Victorian Railways 1983 in die beiden neuen Gesellschaften übergingen, erhielt die Metropolitan Transit Authority die Vororttriebwagen und die State Transport Authority den Rest des Rollmaterials für den Reisezugfernverkehr und die Güterzüge.

## Operative Einheiten

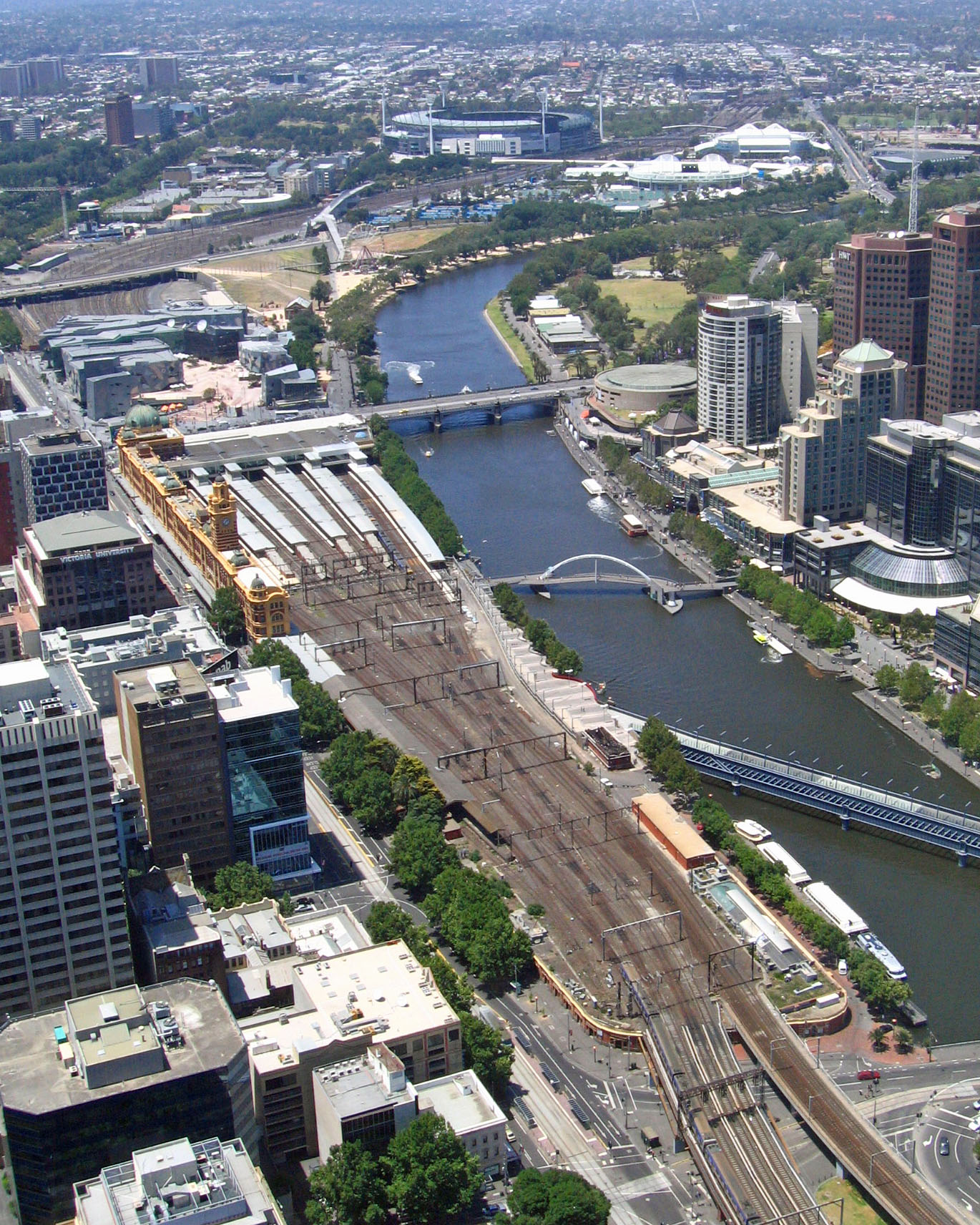
Westliche Zufahrt zum Bahnhof Melbourne Flinders Street

Die Victorian Railways waren in mehrere operative Einheiten aufgeteilt, wovon jede für einen Teil des Betriebes verantwortlich war. Diese Einheiten wurden mehrmals umorganisiert. Als Beispiel ist die Organisation von 1962 dargestellt:
- Secretaries: Unter der Leitung des Secretary for Railways befasste sich diese Einheit mit Strategien, Administration, Transportvorschriften und Rechtsangelegenheiten.
- Rolling Stock befasste sich unter Leitung des Chief Mechanical Engineer mit der Auslegung, dem Bau, dem Betrieb und dem Unterhalt der Lokomotiven und des übrigen Rollmaterials.
- Way and Works: Diese Einheit unter der Leitung des Chief Civil Engineer war für den Bau und Unterhalt der festen Anlagen wie Gleise, Brücken, Bahnhöfe, Signalanlagen und für die Arbeitssicherheit zuständig.
- Traffic: Unter der Leitung des Chief Traffic Manager befasste sich diese Einheit mit dem Betrieb des Güter- und Personenverkehrs auf der Eisenbahn und auf der Straße.
- Electrical Engineering: Unter der Leitung des Chief Electrical Engineer befasste sich diese Einheit mit den Anlagen des elektrischen Betriebes sowie mit der Stromversorgung der Bahnhöfe.
- Accountancy: Unter der Leitung des Controller of Accounts war diese Einheit für die Zahlungen, das Aufstellen der Kostenplanung, die Durchführung von Audits, sowie für die Auszahlung der Löhne der Mitarbeiter verantwortlich.
- Commercial: Unter der Leitung des Chief Commercial Manager bestimmte diese Einheit die Beförderungstarife für Reisende und Fracht, warb für zusätzlichen Bahnverkehr und ergriff Maßnahmen gegen Ordnungswidrigkeiten.
- Stores: Unter der Leitung des Controller of Stores verwaltete diese Einheit das Lager und war Empfänger aller eingehenden Materialien und Güter. Ihr war auch die bahneigene Druckerei unterstellt.
- Refreshment Services: Unter der Leitung des Superintendent of Refreshment Services führte diese Einheit die Verpflegungsbetriebe und Bücherläden an den Bahnhöfen. Weiter bewirtschaftete sie die Werbeflächen der Bahnhöfe und betrieb die bahneigene Bäckerei, Metzgerei, Geflügelfarm und Wäscherei. Die Geflügelfarm befand sich in Noble Park, einem Vorort von Melbourne und hielt 1926 über 2000 Enten und anderes Geflügel.[30]

## Visuelle Identifizierung

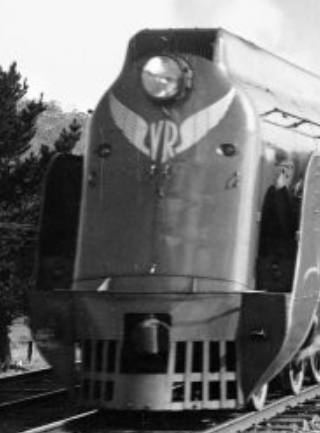
Frühe Version des Victorian-Railways-Flügellogos wie es für den Spirit of Progress verwendet wurde

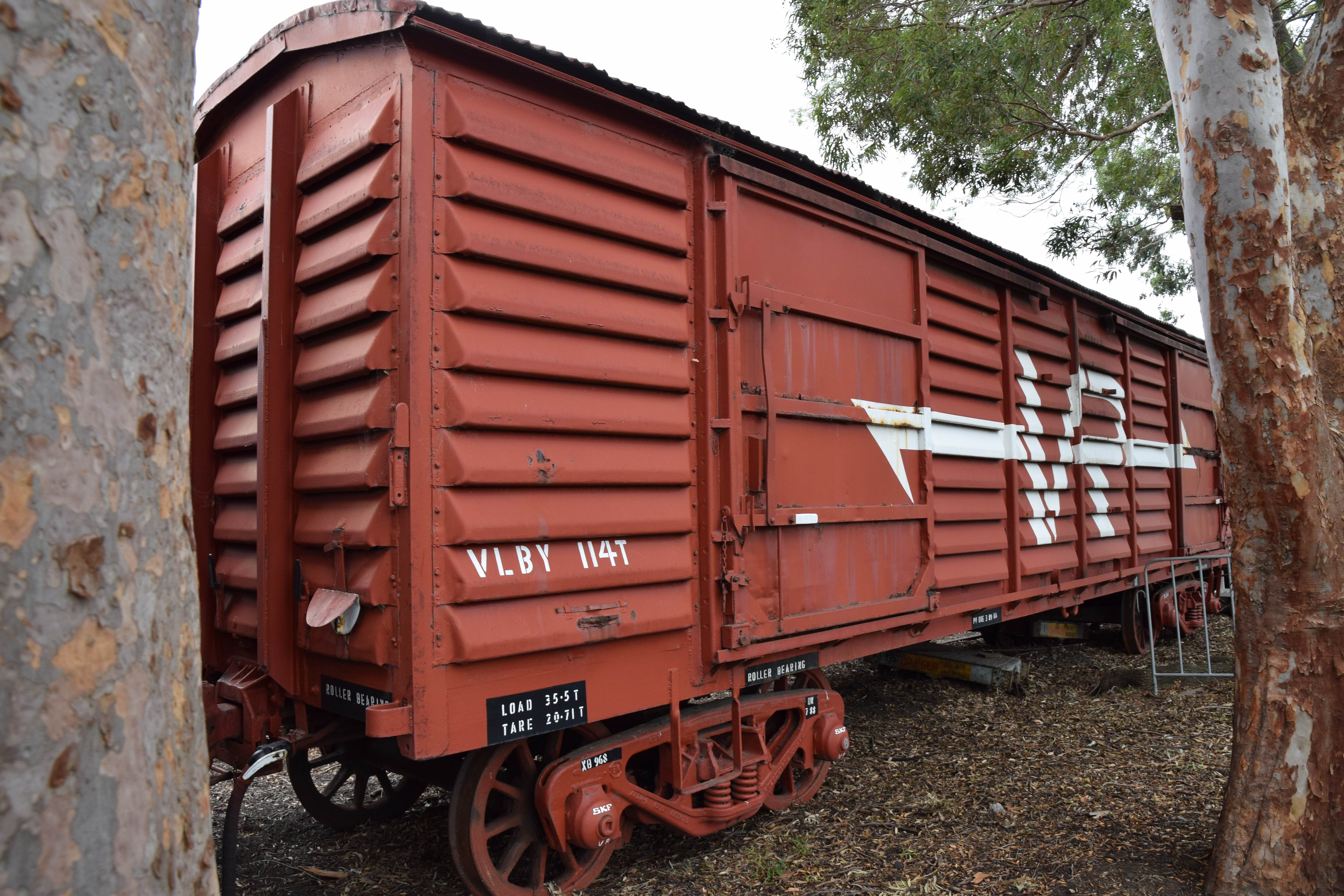
Güterwagen mit dem Logo von 1961

Während des größten Teils des 20. Jahrhunderts waren die Farben Königsblau und Goldgelb das charakteristische Erkennungsmerkmal der Victorian Railways. Sie wurden mit dem Schnellzug Spirit of Progress 1937 zusammen mit dem geflügelten VR-Logo eingeführt. Das Logo wurde mit der Ankunft der Streckendiesellokomotiven der B-Klasse 1952 weiter verfeinert, wobei eine Anlehnung an Elemente des Erie-Railroad-Logos zu erkennen ist.
Während die Wagen des Spirit of Progress einen Anstrich in Königsblau mit goldgelben Streifen trugen, hatten die restlichen Personenwagen einen gewöhnlicheren roten Anstrich. Weitere Wagen in Blau und Goldgelb erschienen erst beim Besuch von Königin Elisabeth II. im Jahr 1954. Güterwagen trugen einen Anstrich in einem leicht anderen Rotbraun mit weißen Aufschriften.
Als 1961 die Normalspurstrecke nach Victoria kam, trugen die Victorian Railways einen Wettbewerb aus mit dem Ziel ein Symbol, Zeichen oder Logo für die neuen Güterwagen zu finden, die auf dieser Strecke eingesetzt werden sollten. Der Gewinner war ein 18-jähriger Kunststudent aus Bentleigh, einem Vorort von Melbourne. Das Logo bestand aus den stilisierten Buchstaben VR mit Pfeilspitzen auf beiden Seiten. In den 1970er-Jahren trugen die meisten Drehgestellwagen dieses Logo, das erst im Mai 1983 mit Einführung des V/Line-Logos verschwand.
1974 wurden die Victorian Railways umbenannt in VicRail, mit einem neuen Logo, das am 12. April 1976 veröffentlicht wurde, aber das königsblaue-goldgelbe Erscheinungsbild blieb bis 1981 erhalten, danach erschien der orange-silberne „Teetassen-Anstrich“ auf den Lokomotiven, den Comeng-Zügen und den Personenwagen. Das war das letzte Erscheinungsbild der Victorian-Railways-Fahrzeuge, bevor im August 1983 der V/Line-Anstrich eingeführt wurde, zu dem der Schriftzug in stilisierten Großbuchstaben mit einer schwarzen Trennlinie zwischen dem V und dem L gehörte.

## Benannte Züge
Mehrere Züge der Victorian Railways trugen Namen. Nachfolgend eine Auflistung:
- Fruit Flyer – ein 1958 eingeführter Güterzug für den Früchtetransport, der im Nachtsprung von Mildura nach dem Güterbahnhof Dynon in Melbourne verkehrte. Damit der Zug mit einer Höchstgeschwindigkeit von 110 km/h verkehren konnte, waren die Güterwagen mit Drehgestellen ähnlicher Bauart ausgerüstet, wie sie für Reisezugwagen verwendet wurden. Der Zug fuhr um 17 Uhr los, legte vier Zwischenhalte zur weiteren Beladung ein und erreichte das Ziel morgens um 3 Uhr.
- Geelong Flyer – dieser erste benannte Reisezug der Victorian Railways wurde 1926 eingeführt. Er verkehrte als Tagesverbindung von Melbourne nach Geelong und zurück.
- The Overland – ein 1887 als Intercolonial Express eingeführter Zug, der Adelaide und Melbourne verbindet. Später hieß der Zug in Victoria Adelaide Express, wurde aber in Südaustralien als Melbourne Express bezeichnet. Die Wagen wurden von der Victorian Railways und der South Australian Railways gemeinsam gestellt. Der Zug verkehrte bis 2007 als Nachtverbindung, ist aber heute ein Tageszug, den die private Great Southern Railway betreibt. Die beiden Bundesstaaten Victoria und South Australia subventionieren das Projekt jährlich mit 2,5 Mio. Australischen Dollar.
- The Boat Train – Dieser Zug verkehrte nur von 1936 bis 1939. Er bestand aus elektrischen Vororttriebwagen und stellte die Verbindung von Melbourne an den Hafen her. Seine Verkehrszeiten richteten sich als Boat train nach den Fahrplänen der Ozeandampfer.
- Spirit of Progress – einer der wichtigsten Schnellzüge Australiens. Er verkehrte ab 1937 zwischen Melbourne und Albury und wurde 1962 bis Sydney verlängert. Der Betrieb wurde 1986 eingestellt.
- The Gippslander – ein Zug, der von Melbourne durch das Gippsland nach Bairnsdale verkehrt, der Name wurde 1954 mit der Elektrifizierung eines Teils der Strecke eingeführt und wird heute noch verwendet.
- Intercapital Daylight – ein Tageszug, der 1956 als Sydney–Melbourne Daylight Express eingeführt wurde. In Albury musste umgestiegen werden, weil die New South Wales Government Railways im Gegensatz zur Victorian Railways die Normalspur verwendeten. Mit der Fertigstellung der Normalspurverbindung nach Melbourne verkehrte der Zug zwischen den Hauptstädten durchgehend als Intercapital Daylight. Die Verbindung wurde im August 1991 eingestellt.
- Mildura Sunlight – ein Tageszug, der von 1957 bis 1967 zwischen Melbourne und Mildura verkehrte
- Southern Aurora – ein hochwertiger Nachtzug, der nur Wagen erster Klasse führte. Er wurde nach der Fertigstellung der durchgehenden Normalspur zwischen Melbourne und Sydney 1962 eingeführt und verkehrte bis 1986.
- The Northerner – ein Zug, der zwischen Melbourne und Albury verkehrte. Den Namen gab es noch, als der Betrieb an die V/Line überging.
- The Vinelander – ein Nachtzug, der von 1972 bis 1993 zwischen Melbourne und Mildura verkehrte
- The West Coaster – ein Zug, der von Melbourne entlang der Küste nach Warrnambool verkehrte

Weiter betrieb die Bahn auch mehrere Sonderzüge, die als Dienstleistung für die abgelegen wohnende ländliche Bevölkerung gedacht waren. Dazu gehörten:
- Better Farming Train – eine rollende Landwirtschaftsausstellung, die zwischen 1924 und 1935 unterwegs war
- Reso Train – eigentlich State Resources Train, ein Sonderzug, der Unternehmer von Melbourne mit denjenigen aus den ländlichen Gebieten zusammenbringen sollte. Der Zug fuhr jeweils mit den Unternehmern der Hauptstadt während fünf bis zehn Tagen durch ländliche Gebiete. Die erste Fahrt fand 1922 statt, der Zug war mit einer Unterbrechung während des Zweiten Weltkrieges bis in die 1950er-Jahre unterwegs.
- Train of Knowledge – ein Zug, der als rollende Schulfahrt von 1958 bis 1989 verkehrte.

## Eisenbahnferne Geschäftszweige
Ab 1888 leiteten die Victorian Railways das Victorian Government Tourist Bureaux, bis es 1959 direkt dem Staat unterstellt wurde. Im Jahre 1911 übernahm die Bahn von der staatlichen Bergbauverwaltung die Leitung der Kohlengrube in Wonthaggi.
Die Victorian Railways betrieben ab 1918 die Newport Power Station A, die zur Versorgung der Bahnelektrifizierung gebaut wurde, aber auch Energie ins öffentliche Netz abgab. Das Kraftwerk wurde 1951 an den staatlichen Stromversorger State Electricity Commission of Victoria (SECV) übertragen.
In Melbourne betrieben die Victorian Railways zwei Straßenbahnstrecken, die Electric Street Railways. Weiter betrieb die Bahn zeitweise drei Gasthäuser, die von anderen Betreibern übernommen wurden. Das waren das im Mount-Buffalo-Nationalpark gelegene Mount Buffalo Chalet, der größte Holzbau Australiens, der von 1925 bis 1985 der Bahn gehörte, der Feathertop Bungalow von 1927 bis 1939 und das Hotham Heights von 1934 bis 1951.